# EIA-422
ANSI/TIA/EIA-422-B (ранее RS-422) — американский стандарт, его международный эквивалент ITU-T Recommendation V.11 (он же X.27). Этот технический стандарт обеспечивает сбалансированную или дифференциальную однонаправленную нереверсируемую передачу данных по терминированным или нетерминированным линиям, с возможностью соединения «точка-точка» или для многоабонентской доставки сообщений.
В отличие от RS-485, которая обеспечивает многоточечную структуру, EIA-422/V.11 не позволяет иметь несколько отправителей, но позволяет иметь несколько получателей.
Полное название документа, регламентирующего данный стандарт ANSI — «Электрические характеристики и цепи питания интерфейса TIA-422». Опубликован в мае 1994 года, на сегодняшний день находится в ревизии «B». Подтверждён Telecommunications Industry Association в 2005 году.
Достоинством стандарта является скорость передачи данных до 10 мегабод для 12-метрового кабеля. Хотя спецификация стандарта и не устанавливает верхней границы, в ней приведён график затухания сигнала с ростом длины кабеля. График обрывается на 10 Мбит/с.